# Bogatojei járás

A Bogatpjei járás a Szamarai területen

A Bogatojei járás (oroszul Богатовский район) Oroszország egyik járása a Szamarai területen. Székhelye Bogatoje.

## Népesség
- 1989-ben 15 401 lakosa volt.
- 2002-ben 15 565 lakosa volt, melynek 89,06%-a orosz.
- 2010-ben 14 142 lakosa volt, melynek 90,3%-a orosz, 2%-a mordvin, 1,7%-a tatár, 1,4%-a ukrán, 1%-a csuvas.

| Lakosok száma | 15 565 | 15 631 | 14 090 | 13 981 | 14 075 | 14 163 | 14 292 | 14 355 | 14 227 | 13 244 |
|               | 2002   | 2008   | 2011   | 2012   | 2014   | 2015   | 2017   | 2018   | 2020   | 2021   |